# Albeiro Usuriaga
Albeiro Usuriaga López (Cali, 12 giugno 1966 – Cali, 12 febbraio 2004) è stato un calciatore colombiano, di ruolo attaccante.

## Caratteristiche tecniche
Giocava come attaccante, preferibilmente nel ruolo di centravanti, date le sue doti fisiche (192 cm). L'ex tecnico colombiano Jorge Luis Pinto lo descrisse come un giocatore dalla tecnica "squisita ed unica" ed il suo compagno di Nazionale Carlos Valderrama come un "fuoriclasse".

## Carriera

### Club
Soprannominato Palomo (colombo, ma in senso traslato fannullone o anche faccendiere), giocò per Atlético Nacional, Independiente, Barcelona Sporting Club, Santos, Necaxa, Sportivo Luqueño e CD Málaga, mettendosi in evidenza con la maglia dell'Atlético Nacional per la sua partecipazione alla vittoria della Coppa Libertadores 1989, in cui segnò 4 reti al Danubio e la rete decisiva per la vittoria finale, partecipando poi alla sconfitta della sua squadra durante la Coppa Intercontinentale contro il Milan, subentrando al primo minuto del secondo tempo a Níver Arboleda. Nel 1994, passato all'Independiente, club argentino, vinse il Clausura 1994 e la Supercoppa sudamericana, ripetendo l'impresa l'anno successivo, battendo il Flamengo per 2-1. Nel 1997 fu squalificato dalla Federazione calcistica argentina per due anni in quanto venne trovato positivo alla cocaina durante un test antidoping. Nel 1998 giocò quindi in Colombia, al Club Deportivo Los Millonarios, e continuò la carriera in patria fino al 1999 quando si trasferì al General Paz Juniors, squadra della città argentina di Córdoba. Passato rapidamente all'All Boys, si ritirò nel Carabobo Fútbol Club nel 2003, continuando però a giocare nel dilettantismo locale colombiano e tenendosi in contatto con la Cina, come disse il suo agente Juan Carlos Vásquez, e con il Boyacá Chicó, con cui aveva un accordo non ufficiale.

### Nazionale
Entrato nel giro della Nazionale colombiana, allora guidata da Francisco Maturana, nel 1989, partecipò alle qualificazioni per Italia 1990, segnando il gol decisivo contro Israele a Barranquilla. Nonostante avesse segnato il gol che di fatto aveva portato la Colombia a qualificarsi per il mondiale, Maturana decise di non includerlo nella squadra che partecipò alla manifestazione a causa di problemi disciplinari mai specificati.

## La morte
Dopo Andrés Escobar, la morte di Usuriaga scosse nuovamente il mondo del calcio colombiano, nonostante il calcio non fosse, come invece fu per Escobar, la ragione dell'assassinio di Usuriaga. Alle 20:20 del 12 febbraio 2004, Usuriaga stava giocando a domino in un locale a circa 30 metri dalla sua casa nel barrio 12 de Octubre di Cali, quando un ragazzino di circa 14 anni gli si avvicinò, sparandogli sette colpi di arma da fuoco, uccidendolo sul colpo. Il colonnello della polizia colombiana Mario Gutiérrez dichiarò che, secondo alcuni testimoni, una seconda persona, di circa 22 anni, sarebbe stata presente al delitto, oltre all'assassino minorenne. Secondo Esther López Moreno, madre del calciatore, il martedì precedente all'omicidio la sorella aveva ricevuto una telefonata nel corso della quale erano state rivolte minacce di morte a Usuriaga, che però non ne era stato avvertito.

## Palmarès

### Club

#### Competizioni nazionali
- Campionato argentino: 1

Independiente: Clausura 1994

#### Competizioni internazionali
- Coppa Libertadores: 1

Atlético Nacional: 1989
- Supercoppa Sudamericana: 2

Independiente: 1994, 1995
- Recopa Sudamericana: 1

Independiente: 1995

### Individuale
- Equipo Ideal de América: 1

1994